# Mexico (wieś)
Mexico – wieś w Stanach Zjednoczonych, w stanie Nowy Jork, w hrabstwie Oswego.